# هسیت
هسیت  (به انگلیسی: Hessite) با فرمول شیمیایی Ag2 Te از مجموعه کانی هاست و دارای شکستگی نامنظم، با کارد بریده می‌شود. با آب شسته می‌شود. کانی مشابه آن آکانتیت است که از نظر رنگ (روشن تر) و چگالی بالاتر از آن متمایز می‌گردد. از نام شیمیدان سوئیسی (Hesse) گرفته شده‌است. محلول در اسید سولفوریک و اسید نیتریک - در شعله با رنگ سبز روشن ذوب می‌شود. Ag:۶۲٫۸۶٪ Te:۳۷٫۱۴٪ همراه با انکلوزیون‌های طلا. برای اولین بار در رومانی کشف شد و از نظر شکل بلور: ایزومتریک - پسودوکوبیک - اغلب از شکل اصلی خارج شده، رنگ: خاکستری فولادی سربی متمایل به آبی یا سیاه، شفافیت: کدر(اپاک)، شکستگی: نامنظم، جلا: فلزی، رخ: کامل - مطابق باسطح و در رده‌بندی سولفور است و منشأ تشکیل آن هیدروترمال است.
همایند کانی‌شناسی (پارانژ) آن آکانتیت- طلا- ناگی آژیت- سیلوانیت است
کاربرد آن: به‌طور کمیاب کانسار نقره و تلور، از نظر ژیزمان بلورهای ریز دانه‌ای و توده‌ای تقریباًَ کمیاب است و بیشتر در رومانی، روسیه، مکزیک، شیلی و آمریکا یافت می‌شود.